# نيل هوبان
نيل هوبان (بالإنجليزية: Neil Hoban)‏ هو دراج بريطاني، ولد في 4 فبراير 1966 في Pembury ‏ في المملكة المتحدة.

## وصلات خارجية
- نيل هوبان على موقع أرشيف الدراجات (الإنجليزية)
- نيل هوبان على موقع إحصائيات الدراجات الإحترافية (الإنجليزية)
- نيل هوبان على موقع أوليمبيديا (الإنجليزية)
- نيل هوبان على موقع اللجنة الأولمبية البريطانية (الإنجليزية)